# Сирія на Олімпійських іграх
Сирія дебютувала на Олімпійських іграх 1948 року, проте пропустила чотири наступні Олімпіади. Згодом країна брала участь у всіх літніх Олімпійських іграх, крім Ігор 1976, які вона бойкотувала. За весь цей час сирійські спортсмени завоювали три олімпійські медалі — золото, срібло і бронзу у трьох видах спорту.
Сирія ніколи не брала участі в Зимових Олімпійських іграх.
Національний олімпійський комітет Сирії було створено 1948 року.

## Список медалістів
| Медаль | Ім'я           | Ігри              | Вид спорту     | Дисципліна                |
| ------ | -------------- | ----------------- | -------------- | ------------------------- |
| Срібло | Джозеф Атія    | 1984 Лос-Анджелес | Боротьба       | Вільна боротьба, чоловіки |
| Золото | Гада Шуаа      | 1996 Атланта      | Легка атлетика | Семиборство, жінки        |
| Бронза | Насер Аль-Шамі | 2004 Афіни        | Бокс           | Важка вага, чоловіки      |